# 茂木克己
茂木 克己（もぎ かつみ、1915年3月1日 - 2005年4月26日）は、日本の経営者。キッコーマン社長、会長を務めた。

## 経歴
千葉県出身。キッコーマン初代社長・茂木七郎右衛門 (6代)の弟・藤崎勘三郎の五男として生まれる。1938年に慶應義塾大学法学部法律学科を卒業し、同年に野田醤油(のちのキッコーマン)に入社。
1958年2月に取締役に就任し、1963年6月に常務、1974年2月に副社長を経て、1980年3月には社長に就任。1985年10月に取締役相談役に就任し、1994年3月に相談役を経て、2002年6月には特別顧問に就任。
2005年4月26日心不全のために死去。90歳没。

## 家族
- 実父・藤崎勘三郎 ‐ 茂木七郎右衛門 (6代)の弟
- 養父・茂木順三郎 ‐ 茂木七郎右衛門 (6代)の長男
- 妻・国子 ‐ 茂木七郎右衛門 (6代)の二男・中野栄三郎の娘
- 長男・茂木健三郎 ‐ キッコーマン取締役常務執行役員[3]
- 二男・茂木康三郎

## 栄誉
- 紺綬褒章(1969年、1999年8月)
- 藍綬褒章(1981年4月)
- 勲三等旭日中綬章(1996年11月)